# Incidente del 13 de mayo

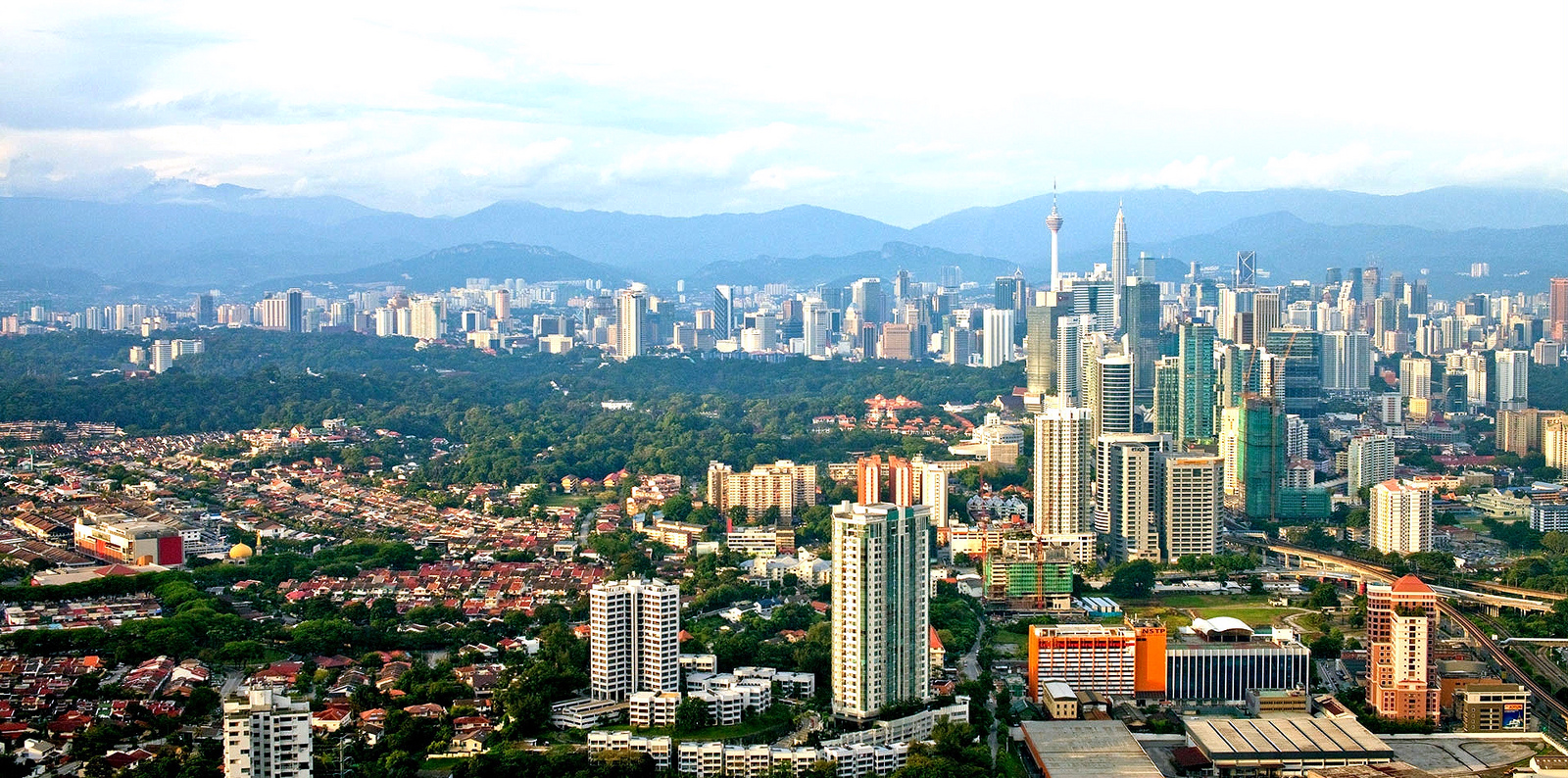
Vista del centro de la ciudad de Kuala Lumpur tomada desde Bangsar.

El incidente del 13 de mayo (en inglés May 13 incident) es un término para indicar las violencias sectarias entre la población de origen chino y aquella de origen malayo en Kuala Lumpur (entonces parte del estado de Selangor), Malasia, que comenzaron el 13 de mayo de 1969. Los disturbios llevaron a la declaración de estado de emergencia nacional y la suspensión del Parlamento por el gobierno de Malasia, mientras que el Consejo Nacional de Operaciones (NOC o Majlis Gerakan Negara, MAGERAN) fue establecido para gobernar provisionalmente el país entre 1969 y 1971.
Oficialmente, 196 personas murieron entre el 13 y 31 de julio como consecuencia de los disturbios, aunque los periodistas y otros observadores han declarado cifras mucho más altas. Otros informes sugieren que en el momento más de 2.000. Fueron asesinados por los manifestantes, la policía y los guardas del Ejército de Malasia, principalmente en Kuala Lumpur. Muchos de los muertos fueron enterrados rápidamente en tumbas anónimas. El gobierno citó los disturbios como la causa principal de su política de acción afirmativa más agresivos, como la Nueva Política Económica (NEP), después de 1969.